# Сун Хунбин
Сун Хунби́н — специалист в области мировой финансовой истории, из-под пера которого вышла серия книг «Война валют», долгое время лидирующая в списке бестселлеров среди книг о финансах и экономике. В своих книгах Сун Хунбину удалось предсказать американский ипотечный кризис 2007 года и мировой финансовый кризис 2008 года, что вызвало бурную реакцию внутри Китая и за его пределами. Об авторе «Войны валют»  написали в СМИ более 30 стран и регионов. В 2009 году американский деловой журнал Business Week, лидер по объему продаж в мире, внес Сун Хунбина в список 40 самых влиятельных людей Китая. После 2010 года введенное в оборот Сун Хунбином выражение «война валют» стало широко использоваться политиками и СМИ во всем мире. Многие авторские выражения и словосочетания вошли в активную лексику китайских читателей. На сегодняшний день книжная серия «Война валют» переведена на корейский, японский, французский, польский, вьетнамский и другие языки.

## Биография
Сун Хунбин родился в Китайской Народной Республике (КНР) в 1968 году в городе Чэнду провинции Сычуань, предки его были родом из провинции Хэбэй. В период с 1983 по 1986 год обучался в школе при Сычуаньском педагогическом университете (SNU), куда перевелся из средней школы Леу города Чэнду (Sichuan Chengdu Liewu Middle School) в конце первого года обучения в старшей школе (соответствует 10-му году обучения в РФ). В 1990 году окончил факультет систем автоматического управления Северо-Восточного университета провинции Ляонин (NEU).
В 1994 году уехал в США, где в дальнейшем получил степень магистра Американского университета (AU). Долгое время занимался изучением истории Америки и мировой финансовой системы. Во время пребывания в США работал медиалоббистом в медицинской и телекоммуникационной отраслях, в области информационной безопасности, а также в финансовых структурах. В 2008 году трудился в крупнейших небанковских организациях США Fannie Mae и Freddie Mac. В том же году вернулся в Китай, где основал Независимый аналитический центр изучения глобальной экономики.
В июне 2007 года вышла первая книга серии «Война валют», которая вызвала бурную реакцию в Китае и за его пределами, получив широкое освещение в СМИ более 30 стран. Сун Хунбин прославился тем, что в своей книге предсказал ипотечный кризис США 2007 года и мировой финансовый кризис 2008 года.

## Творчество
- «Война валют».
- «Война валют. Том 2. Мир, где правит золото»
- «Война валют. Том 3. Финансовая граница»
- «Война валют. Том 4. Эпоха воюющих царств»
- «Война валют. Том 5. Перед бурей».

## Издания в России
В России в 2015 году выпущена последняя книга серии: «Война валют. Том 5. Перед бурей» под общим названием «Война валют».